# Suriname American Federation
De Suriname American Federation (SAF) is een Amerikaanse organisatie die de belangen behartigt van de daar gevestigde Surinaamse diaspora.
De organisatie is gevestigd in het stadsdeel Queens van New York en werd opgericht op 24 februari 1997. Ze organiseert culturele en sociale activiteiten, zoals de Suriname Day/Sranan Dey in het Roy Wilkins Park in Queens. Deze dag wordt jaarlijks georganiseerd sinds de Surinaamse onafhankelijkheid in 1975. Door de aflatende opkomst stond de doorgang van de dag in 2017 onder druk.
De SAF produceert eigen radio- en tv-programma's en brengt deze onder de naam Fawaka uit. Via een forum wil ze Surinamers bereiken in New York zelf en de rest van de wereld. In 2010 werd de Surinaamse gemeenschap in New York bezocht door president Bouterse.

## Voorzitters
- Winston de Randamie (?-2005)[1]
- Jerrel Malone (jaren 2010)[7]